# 美堂れいか
美堂 れいか（みどう れいか、1984年4月13日 - ）は、日本の元AV女優。
身長:160cm。スリーサイズ:B88(F)・W57・H85。血液型:O型。
趣味・特技:クラシックバレエ、書道、ピアノ、読書

## 略歴・人物
第2回超美人娘スカウトキャラバンin原宿の決勝大会でグランプリを受賞し、2002年8月にディープス専属女優としてAVデビュー。
その後「姫宮まこ（ひめみや まこ）」に改名して活動するが、程なく引退。

## 出演作品

### アダルトビデオ
美堂れいか 名義
- 国民的妹（2002年8月4日、ディープス）※デビュー作
- スーパーマジックミラー号 2002シリーズ 第2回 超美人娘スカウトキャラバン in 原宿決勝大会（2002年9月6日、ディープス）
- 超高級美少女レズ・ソープ嬢（2002年10月19日、ディープス）
- 超セクシー部隊! レズ・コマンドー 前編（2002年11月4日、ディープス）共演:遊佐七海、泉星香、三井エリ、水野奈菜、矢野涼子、菊川あずみ
- 学園制服（コスプレ）アイドルを精液と男根で淫猥陵辱し美少女キャラ声優にアフレコ淫語させました。（2002年11月4日、SODクリエイト）
- 超セクシー部隊! レズ・コマンドー 後編（2002年11月20日、ディープス）共演:遊佐七海、泉星香、三井エリ、水野奈菜、矢野涼子、菊川あずみ
- 巨乳妻 2（2003年1月23日、ディープス）主演:友崎亜希

姫宮まこ 名義
- あぶないシリーズ 55 女子校生 まこ（2003年5月21日、U&K）
- まんぐり返し90分（2003年6月10日、ワンズファクトリー）
- 強制露出マニアックス 5（2003年6月13日、VIP）他出演:藤森かおり、三上翔子、沙里奈ユイ
- ミスキャプテン 6 新ヒロイン誕生（2003年6月20日、ネクストイレブン）他出演:松井まどか、竹内まり、小澤みやび、夏川かえで
- 女子校生レズ 先輩と私 52（2003年7月23日、U&K）共演:小野茜
- ザーメン スープレックス・ホールド 8（2003年7月25日、大洋図書）

### オリジナルビデオ
姫宮まこ 名義
- 飼育病棟 初めての白衣（2003年12月25日、オンリー・ハーツ）主演:林華鈴